# ヨハン・クリスティアン・ヴォイツェック

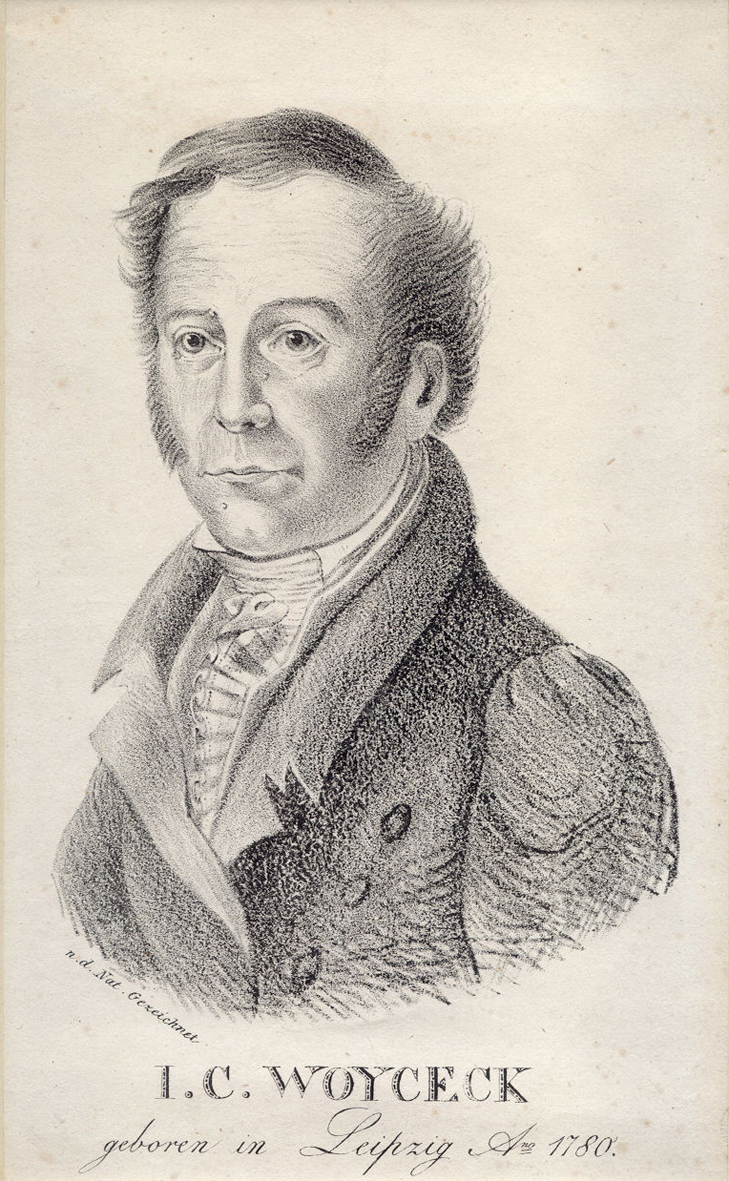
J・C・ヴォイツェック

ヨハン・クリスティアン・ヴォイツェック（Johann Christian Woyzeck、1780年1月3日 - 1824年8月27日）は、ゲオルク・ビューヒナーの戯曲『ヴォイツェック』のモデルとして知られる人物。下級軍人であった彼は41歳の時、5歳年上の愛人を刺殺し死刑判決を受けた。

## 生涯
ヴォイツェックはライプツィヒに生まれ育ち、8歳の時に母を、13歳の時に父を亡くした。彼は鬘職人の下で徒弟奉公をして暮らし、1798年から各地を遍歴してさまざまな職業を経験した後兵士に志願した。1807年にウィーンベルク（あるいはウィーンベルガー）という名の女性と知り合い彼女との間に子供が一人できたが、入籍はしなかった。1818年にライプツィヒに戻り、幼なじみであったヨハンナ・ヴォーストと付き合うようになった。ヴォイツェックは彼女が他の兵士とも関係を持っていることで嫉妬し、しばしば彼女に暴力をふるっていた。1821年6月21日、ヴォイツェックはヴォーストと約束をしていたが、彼女はそこに現れず他の兵士に会いに行った。その晩ヴォイツェックは短刀で彼女を刺殺し、その晩のうちに逮捕された。
事件は痴情のもつれによるありふれた殺人事件かと思われたが、その後のヴォイツェックの言動から犯行時に精神異常に陥っていた疑いが持たれたため精神鑑定が行なわれることになった。医師であり宮廷顧問官であったヨハン・クリスティアン・アウグスト・クラールス（de:Johann Christian August Clarus）が数度の面談を行ったのち、ヴォイツェックの犯罪責任を問えると結論づけた鑑定書を提出、これによって1822年2月22日にヴォイツェックに死刑判決が下された。
しかしその後、ヴォイツェックは獄舎を訪れた教誨師に、変な声を聞いた、幽霊が現れるのを感じたといったことを話し、またヴォイツェックを住まわせていた人物からも、彼の精神異常を思わせる言動があったという報告がなされるなどしたため、1822年11月10日に執行延期、クラールスによって再度の精神鑑定が行われることになった。2度目の鑑定は詳細を極め、ヴォイツェックとの面談だけでなく多数の証言を集めて彼の経歴、生活状態、精神状態が調べ上げられた。クラールスはこの鑑定書において、以下のようなヴォイツェックの精神異常の兆候を多数認めながらも、最終的に彼の犯罪責任能力を認める結論を下した。
- ヴォイツェックには「言い争う声（streitende Stimmen）」「変な声（eine fremde Stimme）」が聞こえ、それに抗うためにしばしば大声で叫ばなければならなかった。地面の下から鐘の音や「おい、来るんだ！（o, komm doch!）」という声が聞こえ、犯行当時も「ヴォーストさんを殺せ！（stich die Frau Woostin tot） 」と殺人を促す声が聞こえていた。
- 数年来激しい気分の落ち込みがあり、自殺の観念が頭から離れなかった。
- 心臓の動悸に悩まされており、自分の心臓が「針で突かれている（mit einer Nadel berührt）」ような感覚に悩まされていた。鑑定士が彼の部屋に訪れて緊張を感じたときなど、全身が激しく震えだし体を落ち着けていることができなかった。
- 「炎の帯（feurige Streifen）」や「三つの炎の顔（drei feurige Gesichter）」が空に浮かんで見えた。
- ヴォイツェックはこれらの症状を「幽霊（Geister）」や「フリーメイソン（die Freimaurer）」の仕業と考え、自分の身におこった不幸な出来事はすべてそのせいだと考えていた。

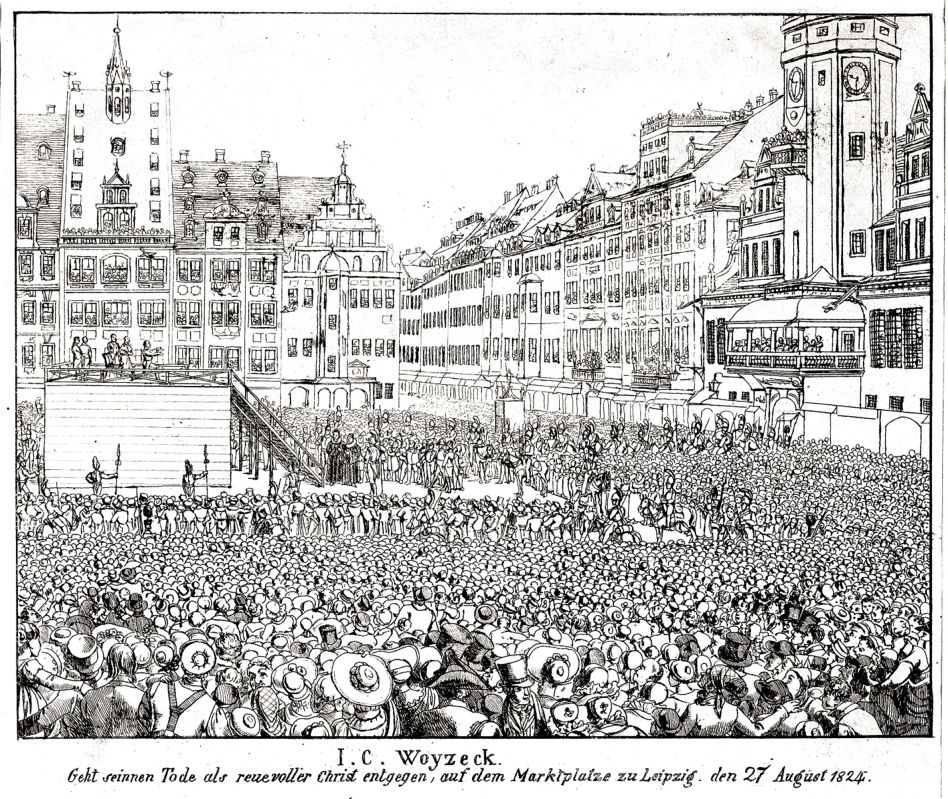
ライプツィヒの広場で行なわれた処刑の様子

死刑執行は1824年8月27日に行なわれた。ライプツィヒでは30年ぶりとなる公開処刑であったため、処刑場には何千人もの人々が詰め掛けた。これはライプツィヒで行なわれた最後の公開処刑となった。